# 張纂 (伯業)
張 纂（ちょう さん、生没年不詳）は、北魏の官僚。字は伯業。本貫は中山郡毋極県。従兄弟は張宣軌。

## 経歴
太武帝のときに鎮西将軍・涼州刺史をつとめた張珍の孫にあたる。経書や史書を渉猟し、気品が高く、権貴の人物と交友を結んだ。太和年間、奉朝請を初任とし、任城王元澄の下で鎮北府騎兵参軍をつとめ、魏昌県令を兼ねた。後に北中府司馬となった。長らくを経て楽陵郡太守に任じられた。楽陵郡で多額の賄賂を受け取ったことが御史に知られ、太守の任を棄てて逃走し、官爵を剥奪された。そのまま死去した。東魏の天平初年、使持節・都督冀定二州諸軍事・驃騎将軍・定州刺史の位を追贈された。

## 伝記資料
- 『魏書』巻68 列伝第56
- 『北史』巻40 列伝第28